# 大蔵広勝
大蔵 広勝（おおくら の ひろかつ、生没年不詳）は、平安時代前期の官人。姓は伊美吉のち宿禰。

## 経歴
清和朝の貞観4年（862年）大初位上で伊美吉から宿禰に改姓。
元慶8年（884年）左近衛将監で外従五位下に叙され、ついで出雲権介に任ぜられ、仁和元年（885年）出雲介となった。

## 官歴
『日本三代実録』による。
- 時期不詳：大初位上
- 貞観4年（862年）3月1日：伊美吉から宿禰に改姓
- 時期不詳：左近衛将監
- 元慶8年（884年）2月23日：外従五位下、3月9日：出雲権介
- 仁和元年（885年）1月16日：出雲介

## 系譜
- 父：大蔵真勝
- 母：不詳
- 生母不詳の子女
  - 男子：大蔵常直